# St. Michael (Schwäbisch Gmünd)

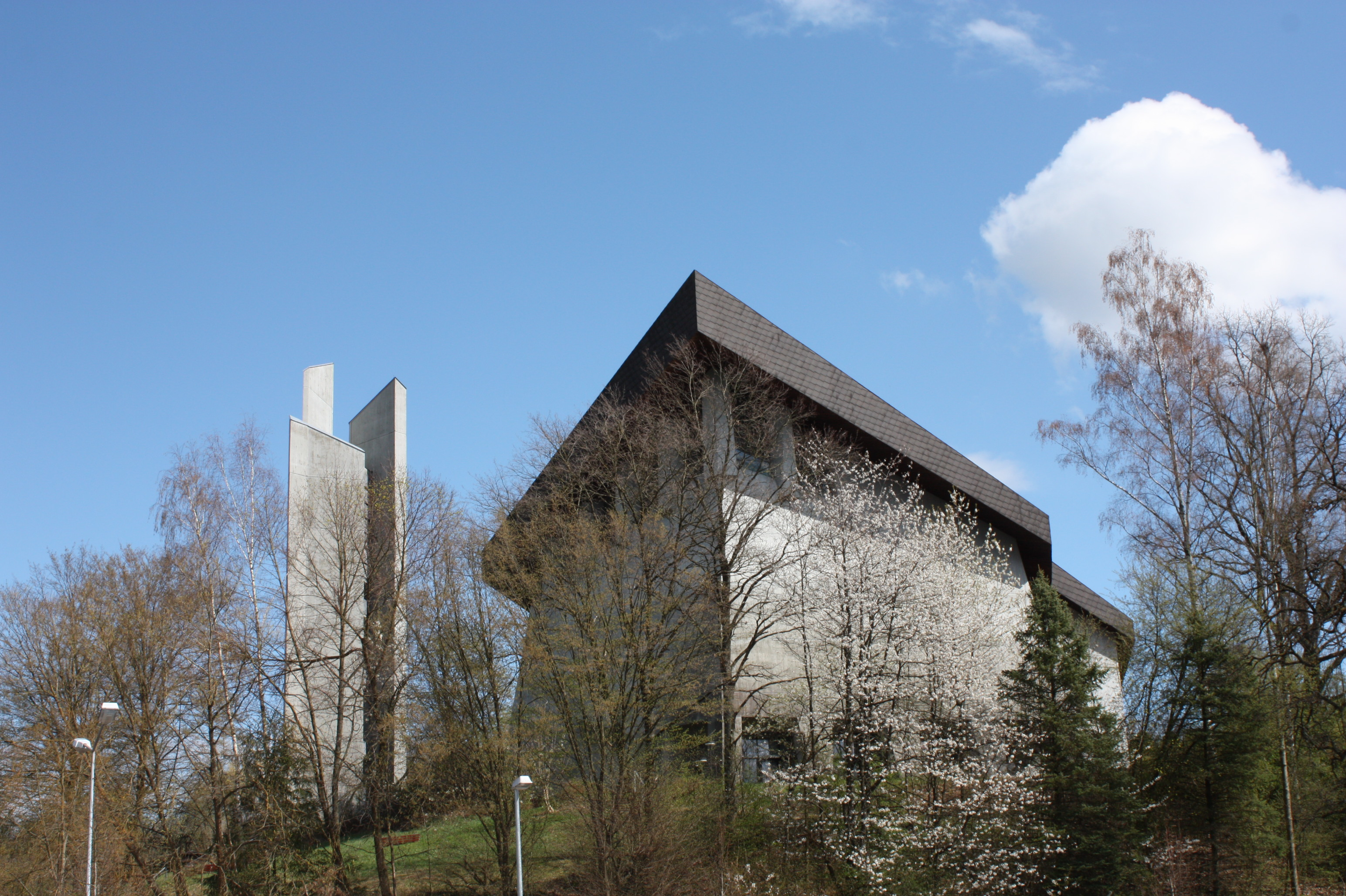
St. Michael von Westen

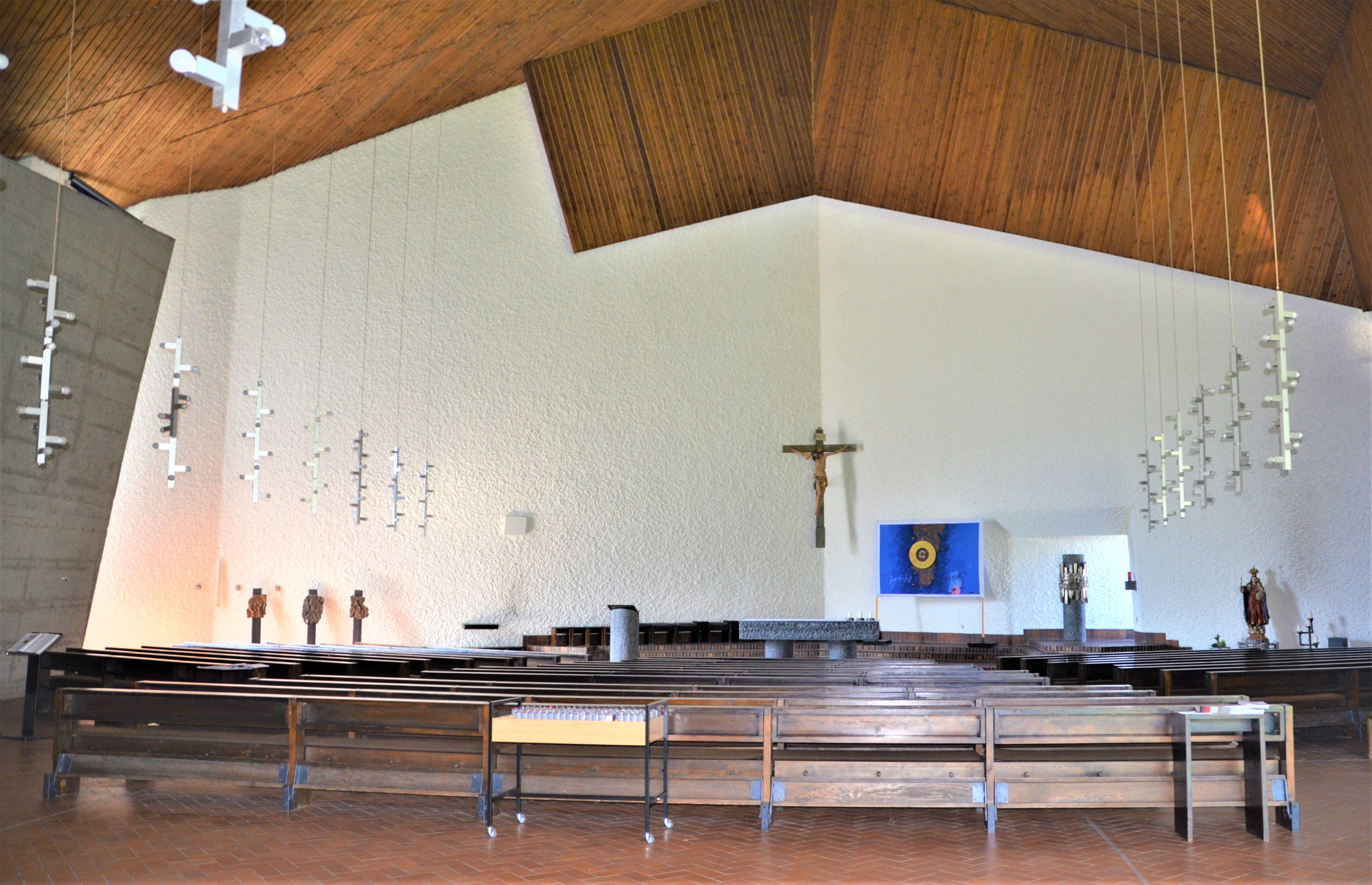
Blick in den gewesteten Altarraum

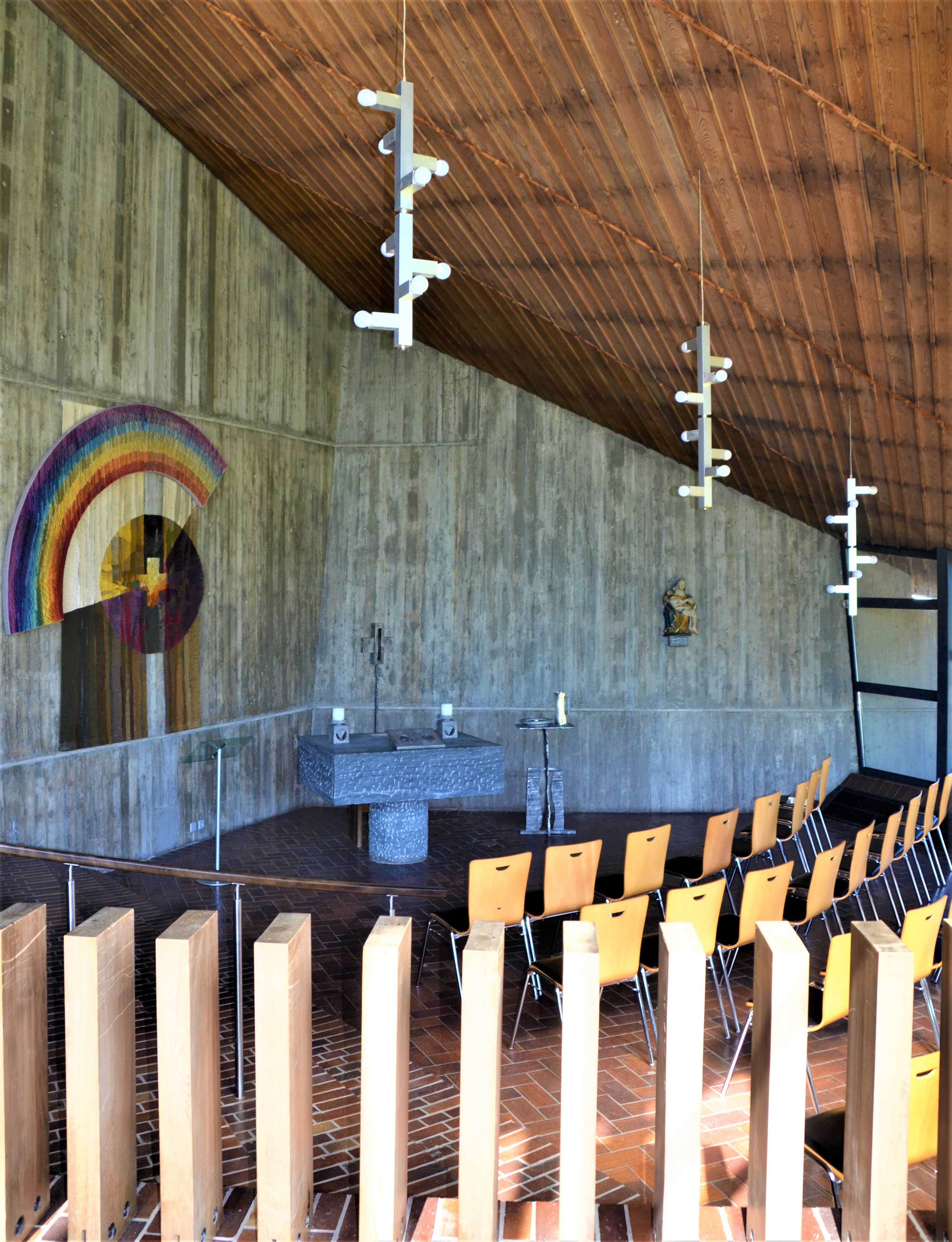
Von der evangelischen Gemeinde genutzte Seitenkapelle

St. Michael ist eine in der Weststadt von Schwäbisch Gmünd gelegene katholische Pfarrkirche mit integriertem Gemeindezentrum. Seit 2018 wird sie als Simultankirche genutzt. Die Kirche wurde von Peter C. Schenk im Stil des Betonbrutalismus errichtet und ist ein eingetragenes Kulturdenkmal.

## Geschichte
Nachdem sich Schwäbisch Gmünd nach dem Zweiten Weltkrieg, durch die Flüchtlingsströme, den Bau der Diözesansiedlung, der Siedlungen im Fuggerle und im Stiftsgut, immer weiter nach Westen ausweitete und die Zahl der Katholiken deutlich anstieg, kam die Gründung einer Weststadtgemeinde in die Diskussion. Der Weg zum Gmünder Münster war sehr weit und nur schwerlich fußläufig erreichbar und die Gottesdienste in näher an der Weststadt gelegenen St. Katharina waren durch die Anwohner des angrenzenden Schwerzers bereits überfüllt. Durch die zur Verfügungstellung des katholischen Stiftsgutes, für den Bau der Stauferschule, wurde die Stadt von der Kirche verpflichtet, in dieser Räumlichkeiten für wöchentlichen Sonntagsgottesdienst anzubieten, was ab 1959 umgesetzt wurde. Es wurde dennoch am Plan eines Kirchenneubaus festgehalten und so wurde durch eine weitere Stiftung an die Kirche, ein Bauplatz in Hanglage oberhalb der neuen Siedlungen, am Schirenhof anvisiert. Hierdurch aber entbrannte ein neuer Konflikt, da der Wohnplatz Schirenhof zur Gemarkung des noch eigenständigen Straßdorf gehörte. Da sich dieser in zahllosen Verhandlungen zwischen dem Oberbürgermeister der Stadt Julius Klaus, dem Bürgermeister von Straßdorf und dem Münsterpfarrer, die jeweils größere Ausgleichsflächen in die Verhandlungen miteinbrachten, nicht beilegen ließen, wurde in Abstimmung mit dem Landratsamt Schwäbisch Gmünd ein Bau geplant, der zu zwei Dritteln auf der Gemarkung von Straßdorf und zu einem Drittel auf der Gemarkung der Stadt liegen sollte. 1960 kam es zu einem Architektenwettbewerb, den zwar die Architekten Vogt und Sauter gewannen, trotzdem entschied man sich für den Entwurf des drittplatzierten Architekten Peter Schenk, da dieser auch umfangreiche Räumlichkeiten unterhalb der Kirche vorsah, was besser zu einer Nutzung als Hochschulkirche zu passen schien. Zu dieser Zeit war ein Neubau der Pädagogischen Hochschule Schwäbisch Gmünd in der unmittelbaren Nachbarschaft angedacht. Dieser Entwurf sollte 1963 nach Anpassungen auf Anweisung des Bischöflichen Ordinariats der Diözese Rottenburg-Stuttgart zur Umsetzung kommen, doch erhob nun die Stadt Schwäbisch Gmünd, die die Markungsstreitigkeiten weiter im Blick hatte, Einspruch gegen den Bau.
Erst im März 1966, nach dem nun Hansludwig Scheffold Oberbürgermeister war, konnte der Bau begonnen werden. Der Bau wurde zügig vorangetrieben, sodass Oktober 1967 Richtfest gefeiert werden konnte. Am 24. November 1968 wurde die Kirche vom Diözesanbischof Carl Joseph Leiprecht dem Erzengel Michael geweiht, nach dem die erste Namensidee Heilig-Geist-Kirche aufgrund des bestehenden, gleichnamigen Gmünder Spitals verworfen wurde.
Seitdem ist St. Michael Gemeindekirche der gleichnamigen Weststadtgemeinde, die heute zur Seelsorgeeinheit 17 im Dekanat Ostalb gehört. Im Jahr 2016 wurde das Kirchengebäude als Kulturdenkmal eingestuft.
Im Januar 2018 wurde die Michaelskirche zur Simultankirche. Seit sie ihren eigenen Kirchenraum aufgeben musste, nutzt die evangelische Weststadtgemeinde die Michaelskirche neben der katholischen Gemeinde als Kirchenraum.

## Ausstattung

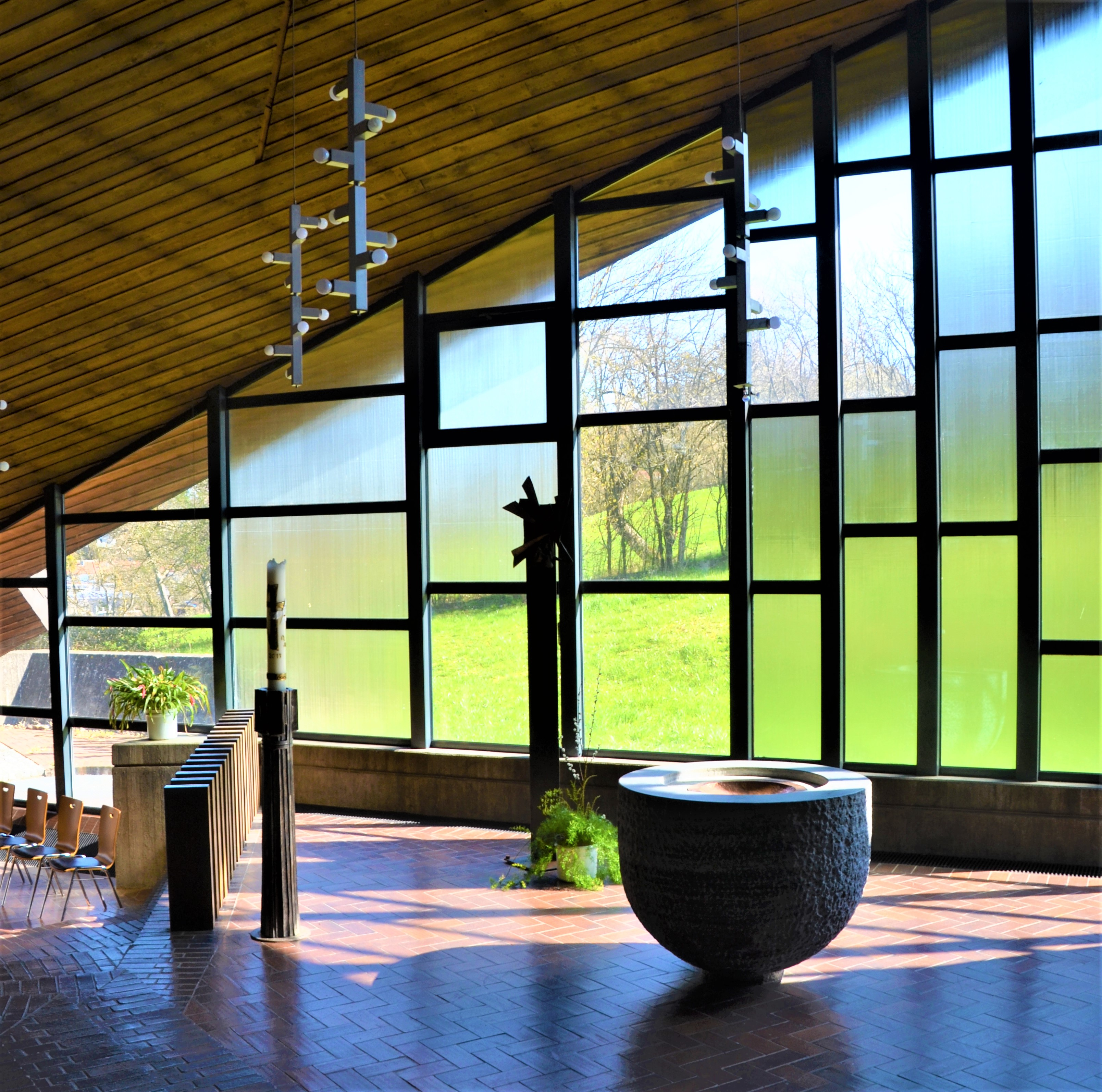
Blick in den Taufbereich mit Übergang zur Andachtskapelle

Die Kirche mit freistehendem Glockenturm ist im Obergeschoss vor allem durch den großen, nach Westen ausgerichteten Kirchenraum geprägt, über den sich wie eine schützende Hand die Dachkonstruktion erhebt. Neben der erhöhten Orgelebene im hinteren Teil der Kirche, erstreckt sich die Taufebene, die den Kirchenraum mit einer etwas tiefer liegenden, nach Osten ausgerichtete Andachtskapelle verbindet. Im selben Geschoss befindet sich auch die Sakristei und seit den 2010er Jahren auch das Pfarramt, nachdem das in der unmittelbaren Nachbarschaft liegende Pfarr- und Mesnerhaus durch die Kirchengemeinde veräußert wurde.
Das Untergeschoss, dass zum Teil vom Hang umgeben ist, ergänzt den Gemeindebau zu einem Gemeindezentrum. Es besteht aus einem fensterlosen Jugendraum, genannt Bunker, einem Gemeindesaal mit Küche, sowie diversen Gruppen- und Sitzungsräumen, wodurch das aktive Gemeindeleben direkt mit der Kirche als Gottesdienstraum verbunden werden kann.